# Byatarayanahalli, Malur
Byatarayanahalli là một làng thuộc tehsil Malur, huyện Kolar, bang Karnataka, Ấn Độ.